# Callionymus limiceps
Callionymus limiceps là một loài cá biển thuộc chi Callionymus trong họ Cá đàn lia. Loài này được mô tả lần đầu tiên vào năm 1908.

## Phân bố và môi trường sống
C. limiceps có phạm vi phân bố ở Tây Thái Bình Dương. Loài cá này được tìm thấy ở vùng biển ngoài khơi và gần các cửa sông phía bắc nước Úc. Chúng thường hợp thành từng nhóm nhỏ.

## Mô tả
Mẫu vật lớn nhất của C. limiceps có chiều dài cơ thể được ghi nhận là 25 cm. Thân trên màu nâu, đốm với các kích cỡ khác nhau; thân dưới màu trắng. Vây lưng đầu tiên có một đốm đen trên tia gai thứ ba (đối với con đực). Vây lưng thứ hai, vây đuôi, vây ngực và vây bụng có những đốm sẫm màu. Vây hậu môn có rìa màu đen.
Số gai ở vây lưng: 4; Số tia vây mềm ở vây lưng: 9; Số gai ở vây hậu môn: 0; Số tia vây mềm ở vây hậu môn: 9.